# Ihlienworth
Ihlienworth is een gemeente in de Duitse deelstaat Nedersaksen. De gemeente maakt deel uit van de Samtgemeinde Land Hadeln in het Landkreis Cuxhaven. Ihlienworth telt 1.513 inwoners.
Ihlienworth bestaat vooral van het toerisme, het ligt in een landschappelijk aantrekkelijk gebied, en in afnemende mate van de landbouw.

## Geschiedenis
Het dorp Ihlienworth is reeds zeer oud. De heilige Willehad van Bremen zou er in de 8e eeuw reeds het christendom hebben gepredikt; te zijner ere werd later een kerk gebouwd, die van regionale betekenis werd. Ze werd namelijk de parochiekerk voor vijf dorpen in de omliggende streek, die vanaf de 18e eeuw Sietland (door inklinking zeer laag gelegen, verzakte en dus extra door overstroming bedreigde veenlanden) genoemd werd. De St.-Willehadkerk is sedert de Reformatie (16e eeuw) evangelisch-luthers. Het interieur van deze kerk, met o.a. een eind-15e-eeuws altaarstuk, is kunsthistorisch interessant.
Kort na de Tweede Wereldoorlog nam de bevolking van Ihlienworth tijdelijk sterk toe; circa duizend Heimatvertriebene, Duitse vluchtelingen en evacués uit o.a. Silezië, het Sudetenland en Oost-Pruisen, gebieden die sinds 1945 niet meer tot Duitsland behoren, werden er tijdelijk ondergebracht.
Ihlienworth is tot laat in de 20e eeuw steeds een dorp van enige betekenis gebleven binnen de steeds wisselende bestuursstructuren van het Land Hadeln, zie aldaar.
Tot 1928, toen een gemaal in de Medem, een zijrivier van de  Elbe, gereedkwam, had het dorp jaarlijks last van overstromingen; de meeste boerderijen in en om het dorp beschikten daarom over eigen bootjes.

## Afbeeldingen

Sint-Willehadkerk, houten toren
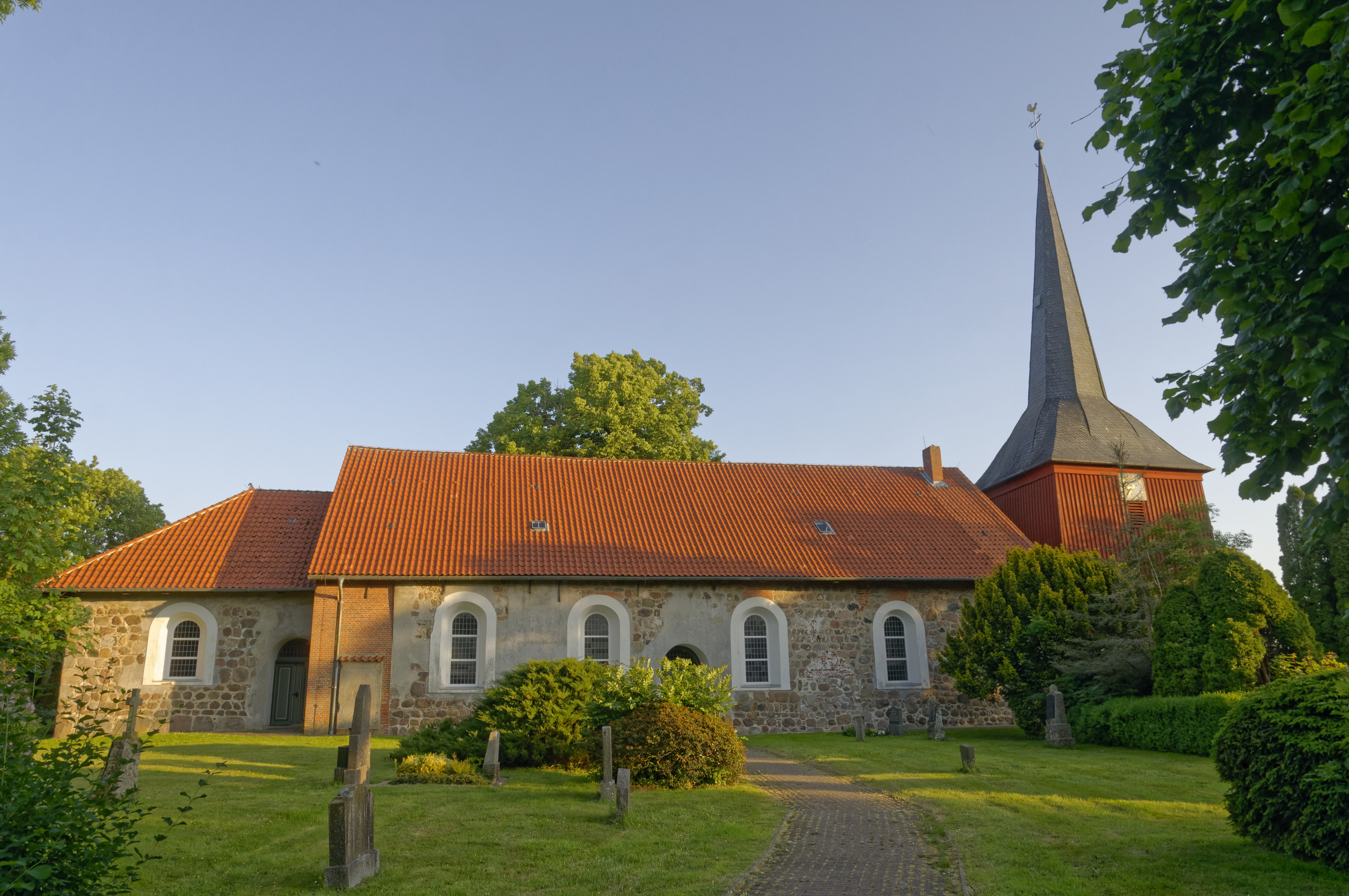
Sint-Willehadkerk te Ihlienworth
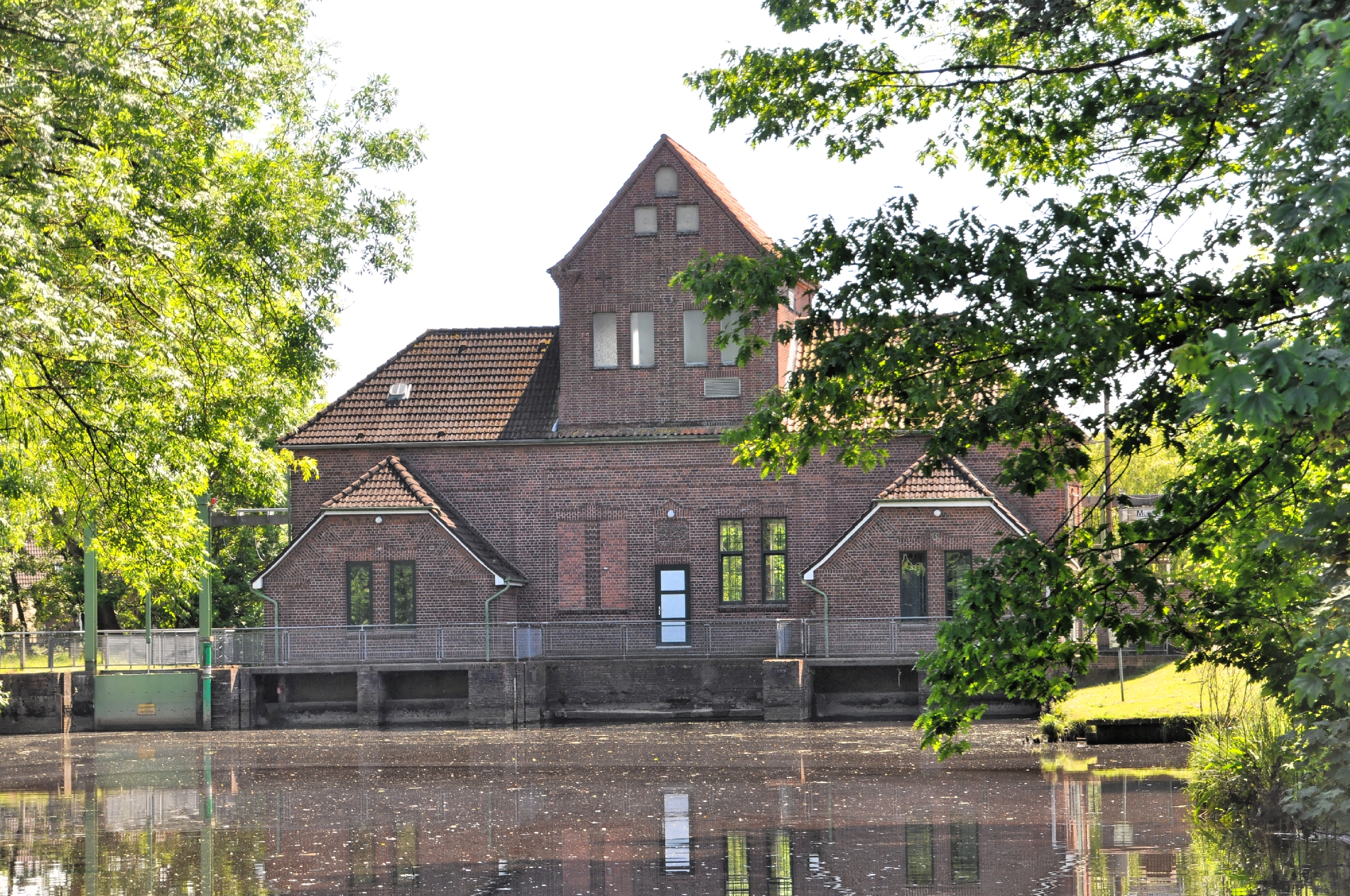
In 1928 gebouwd Gemaal op de Medem bij Ihlienworth
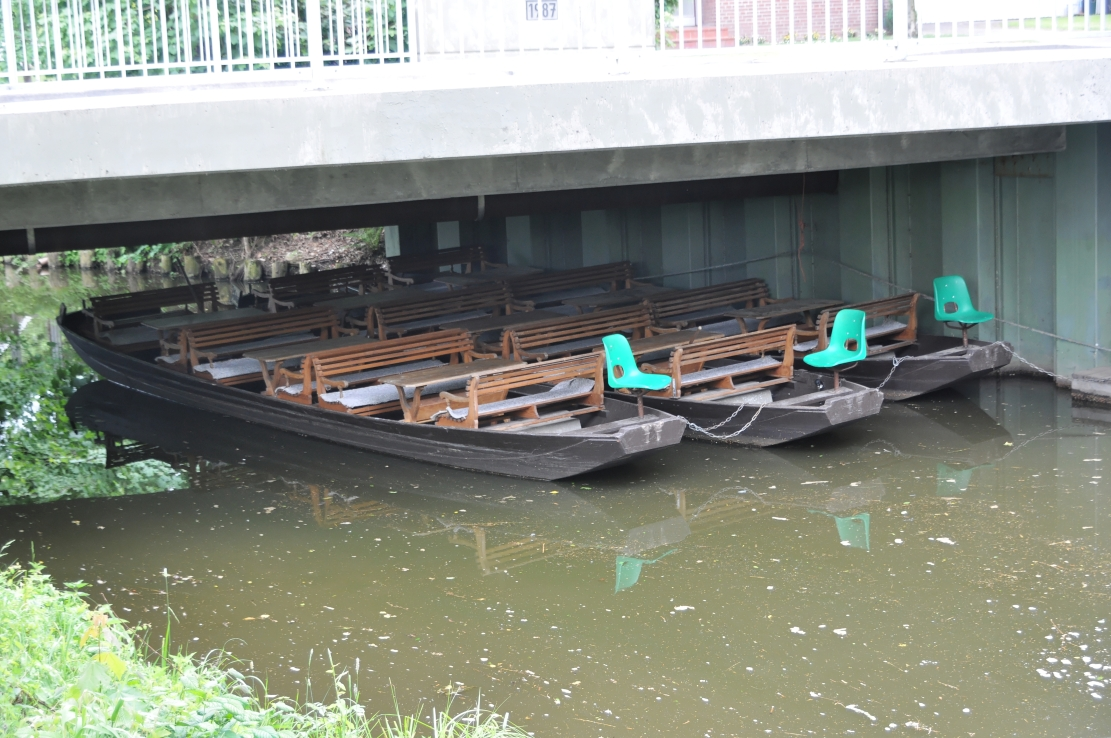
Bootjes voor toeristische tochtjes op de Medem naar Otterndorf v.v.